# Renato Moglia
Renato Moglia (Ronco Biellese, 26 febbraio 1916 – Aspromonte, 4 settembre 1943) è stato un ufficiale e aviatore italiano.
Tenente della Regia Aeronautica, fu un eroe di guerra, nella seconda guerra mondiale dove venne decorato con la medaglia d'argento al valore militare alla memoria.

## Biografia

### Adolescenza
Nacque a Ronco Biellese il 26 febbraio 1916, da Mario Moglia e Teresa De Bernardi. Fin da ragazzo di dimostrò appassionato di meccanica, e conseguì nel 1935 il diploma di perito meccanico presso l’istituto Tecnico Industriale di Biella.

### Prima esperienza in Regia Aeronautica
In occasione della leva della classe 1916, Renato venne chiamato e ammesso il 6 ottobre 1936 nella Regia Aeronautica in qualità di allievo ufficiale pilota di complemento, con ferma di 18 mesi. Il 4 marzo 1937 venne trasferito all’aeroporto di Puntisella (Pola, oggi in Croazia) dove iniziò il corso di pilotaggio. Il 30 giugno 1937 venne trasferito presso la scuola di Siena volando sugli addestratori Caproni Ca.100, noto anche come "Caproncino”. Il 1º ottobre 1937 fu trasferito alla scuola caccia di Castiglione del Lago, dove ottenne la nomina di 1º Aviere pilota sul Ca.100. Durante il corso eseguì voli di acrobazia e ricognizione fotografica. Il 15 marzo 1938 venne trasferito alla scuola caccia dell'aeroporto di Foligno dove ebbe modo di pilotare un Fiat C.R.20. Il 2 aprile successivo giunse la promozione a sottotenente pilota di complemento. Il 12 aprile venne assegnato al 53º Stormo Caccia Terrestre di stanza sull'aeroporto di Caselle. In questo periodo conseguì le abilitazioni anche per il Fiat C.R.32 e il Ro.41. L'8 agosto 1939 cessò la sua ferma e terminò la sua attività all’interno della Regia Aeronautica con il grado di tenente pilota.

### Seconda Guerra Mondiale

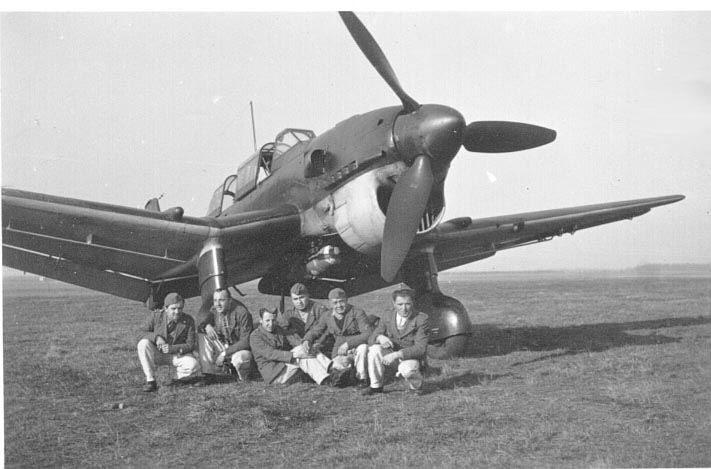
Junkers Ju 87 Stuka in servizio con la Regia Aeronautica soprannominati "picchiatelli".

Negli anni di congedo si sposò e il 1º agosto 1941 nacque la figlia Anna. L’Italia era in guerra da due anni per cui nel marzo 1942 venne richiamato al servizio militare e dopo un test di verifica fu reintegrato, prima all'aeroporto di Cameri e poi Mondovì.

#### Tuffatore
Per quanto non avesse avuto ancora modo di operare in guerra come pilota da caccia, fu subito attratto dalla specialità del bombardamento in picchiata. In quel periodo Giuseppe Cenni, specialista della manovra, stava cercando piloti per costituire il neonato 102º Gruppo, ed egli chiese ed ottenne di entrarne a far parte. Inviato al 102º Gruppo Tuffatori, conseguì l’abilitazione sul Fiat C.R.42 e sul Junkers Ju 87 Stuka.

#### Re.2002 “Ariete” II

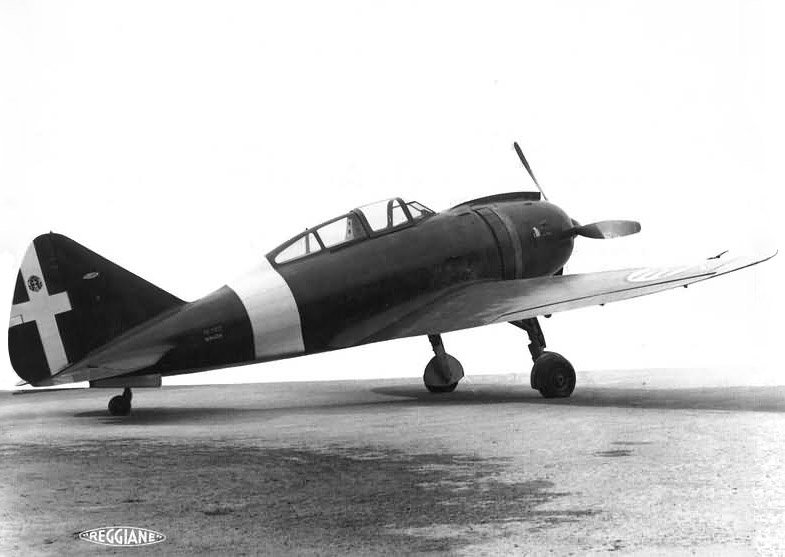
Reggiane Re.2002 ultimo tipo di aereo utilizzato dal Ten. Moglia.

Alla fine del 1942 i due reparti del 5º Stormo Tuffatori, il 101º e il 102º Gruppo, si ritrovarono al Campo della Promessa di Lonate Pozzolo per il passaggio di macchina. Gli Ju 87 Stuka italiani, infatti, erano arrivati al limite dell’usura e le Officine Meccaniche Reggiane stavano per licenziare un cacciabombardiere, ideato dall'igengere Roberto Longhi, il Re.2002 “Ariete” II. Il velivolo, per l’urgenza del momento storico, entrò in produzione ancora prima del superamento di una vera fase di collaudo, e non pochi furono i problemi riscontrati nella successiva messa a punto. Questo non impedì di incominciare con un’intensa attività addestrativa. Nel frattempo Renato aveva effettuato anche il passaggio sul Re.2001, Aermacchi C.200 Saetta e C.202 Folgore. Ai primi di giugno del 1943 il 5º Stormo fu rischierato sull’Aeroporto di Tarquinia.

#### Sbarco in Sicilia: operazione Husky
Nella notte del 9 luglio 1943 incominciò lo sbarco in Sicilia, nome in codice "Operazione Husky". Nella mattina del 10 luglio Renato venne inviato insieme al suo gruppo da Tarquinia al campo d'aviazione di Crotone. Appena atterrati arrivò subito l’ordine di decollare per una missione, cui Renato non vi prese parte. L'11 luglio avvenne il debutto in battaglia per Renato. La giornata si concluse con buoni risultati dal punto di vista bellico, ma tre dei suoi piloti persero la vita. Fu chiamato per operare nel pomeriggio del giorno dopo; qui il 5º Stormo venne attaccato da caccia nemici e l'aereo di Renato fu colpito ed andò in avaria, atterrando senza carrello sulla spiaggia di Mascali; Renato ne uscì illeso. Il giorno dopo l'aeroporto di Crotone, base del 5º Stormo, viene raso al suolo da un bombardamento e il reparto fu costretto a spostarsi all'aeroporto di Manduria. Nel frattempo egli riuscì a risalire la penisola e si presentò a un comando, dove gli fu concessa una settimana di licenza premio, che trascorse con la famiglia. Nel frattempo, il 25 luglio, cadde il governo fascista ma Renato si ripresentò alla base di Manduria. Nel mese di agosto, il 5º Stormo continuò ad operare ed egli riprese dimestichezza con il Re.2002.

#### L’operazione Baytown e l'armistizio
Il 3 settembre partì l'Operazione Baytown con l'invasione della penisola italiana: dieci Re.2002 del 5º Stormo (sei del 101º Gruppo e quattro del 102°), tra cui il suo, decollarono da Manduria per ostacolare lo sbarco alleato a Reggio Calabria: la missione si concluse senza perdite. Alle 17:15 dello stesso giorno a Cassibile il generale Giuseppe Castellano firmò per nome del governo italiano l’armistizio corto, controfirmato dal generale statunitense Bedell Smith. L’Italia si arrendeva senza condizioni.

#### L'epilogo
Il 4 settembre, sulla base di Manduria, gli uomini del 5º Stormo Tuffatori erano all'oscuro dell'armistizio firmato il giorno precedente. Il gruppo continuò a essere impegnato per ostacolare lo sbarco in Calabria. La missione prevedeva una scorta diretta e indiretta di caccia per i Re.2002. I dodici Re.2002 arrivarono sul luogo degli scontri e furono contrastati dalla contraerea avversaria; nonostante questo, i Re.2002 riuscirono ad affondare quattro mezzi da sbarco e a fare fuoco sugli automezzi. Gli aerei della scorta erano rimasti attardati rispetto ai tuffatori e furono attaccati con la perdita del tenente Vitale. Così, anche i Re.2002, all’uscita dell’ultima picchiata, si trovarono di fronte un gruppo di Spitfire nemici. Cenni che, come sua abitudine, in uscita dalla picchiata si metteva in coda al gruppo, per garantire la copertura ai suoi uomini, rimase attardato con Moglia. I due aerei cercarono scampo a volo radente tra le insenature delle montagne dell’Aspromonte. Ma le raffiche degli Spitfire, che si erano distaccati per inseguire i due piloti italiani, non gli lasciarono scampo: gli aerei colpiti precipitarono nei pressi del comune di San Luca. Anche il velivolo del sergente Banfi fu colpito, ma riuscì a salvarsi lanciandosi col paracadute.
A suggellare il valore del tenente Renato Moglia venne concessa la Medaglia d’argento al valore militare.

## Riconoscimenti
- Un monumento a Reggio Calabria, ricorda 3 piloti caduti il 4 settembre 1943: Cenni, Moglia e Vitali.
- Il Museo della seconda guerra mondiale del fiume Po di Felonica (Mantova) ha in mostra la cuffia volo del Ten.Pil. Moglia.
- Il Reggiane Re.2002 in esposizione al Museo storico dell'Aeronautica Militare (Vigna di Valle) porta i colori della 239ª Sq., 102º Gruppo, con il Grillo e il "Valzer!" di Giuseppe Cenni (dipinto anche sul Re.2002 di Moglia), anche se la colorazione scelta, a differenza dell'idea iniziale[6], è post armistizio.[7]

## Curiosità

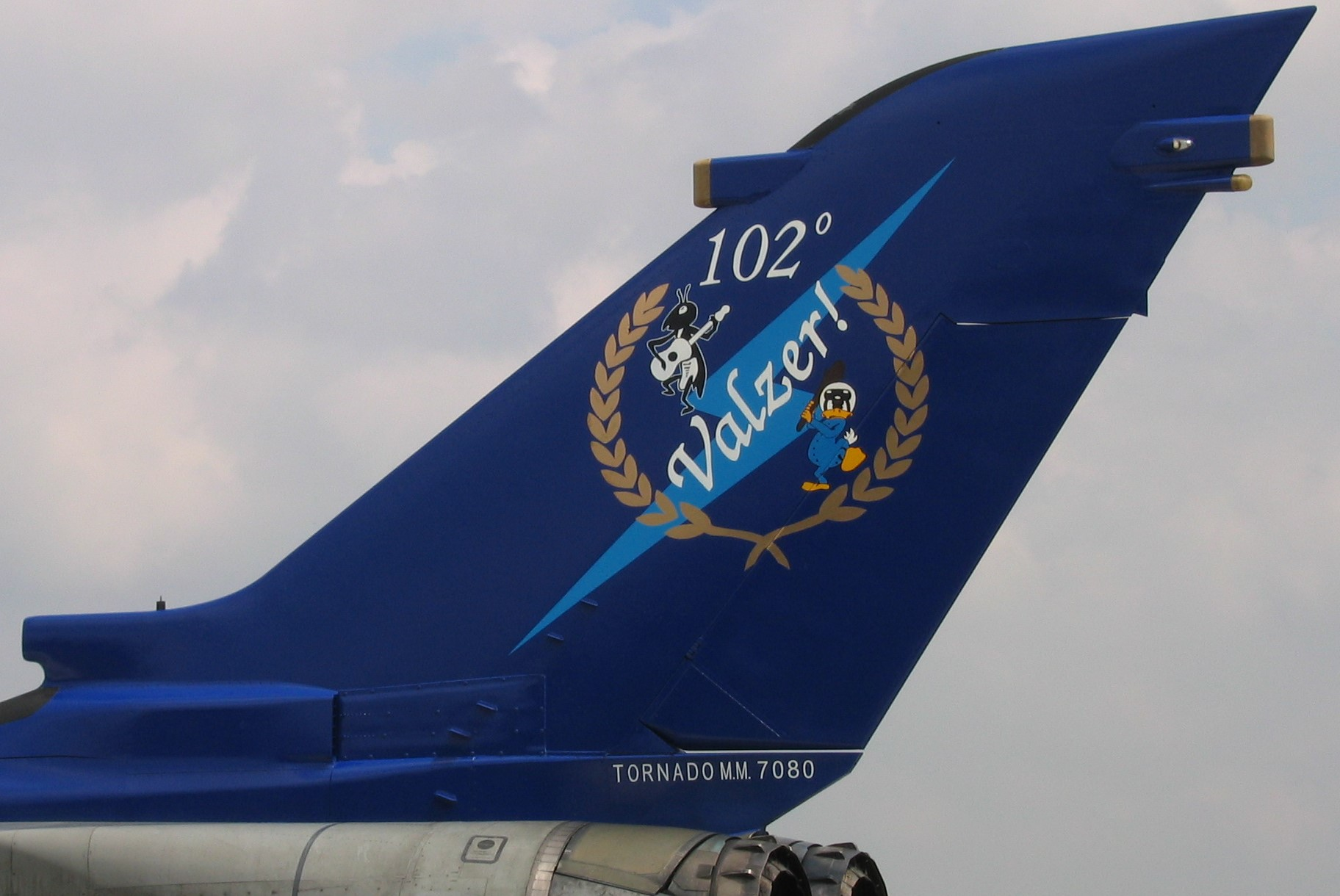
Deriva di un Tornado del 102°Gr. con il Valzer! e il simbolo del Papero e lo storico Grillo. (6° St. Ghedi, 2008)

- Il maggiore Cenni, sin dall'inizio delle sue missioni di bombardiere in picchiata, prese ad usare un segnale radio per tutti i piloti della squadriglia per indicare l'attacco. La frase era "valzer ragazzi !". Negli anni la frase divenne famosa e caratteristica del gruppo. Dal 1993, la scritta viene dipinta sulle derive degli aerei del 102º Gruppo.